# Lista siturilor arheologice din județul Bistrița-Năsăud - T
Lista siturilor arheologice din județul Bistrița-Năsăud - T conține toate siturile arheologice din județul Bistrița-Năsăud înscrise în Repertoriul Arheologic Național (RAN) și aflate în localități al căror nume începe cu litera T. RAN este administrat de Ministerul Culturii și Patrimoniului Național și cuprinde date științifice, cartografice, topografice, imagini și planuri, precum și orice alte informații privitoare la zonele cu potențial arheologic, studiate sau nu, încă existente sau dispărute.
Puteți căuta un sit din localitățile care încep cu litera T folosind formularul de mai jos sau puteți naviga prin toate siturile din județ la Lista siturilor arheologice din județul Bistrița-Năsăud.
| Cod RAN                                   | Denumire | Localitate                           | Adresă                              | Datare                 | Descoperit | Coordonate | Imagine           | Erori            |
| ----------------------------------------- | --- | ------------------------------------ | ----------------------------------- | ---------------------- | ---------- | ---------- | ----------------- | ---------------- |
| 33239.01 (Cod LMI: BN-I-s-B-01420)        | Situl arheologic de la Tărpiu - "Pe vale" (Categorie: locuire civilă) (Tip: așezare) | sat Tărpiu, comuna Dumitra           | Pe vale                             | sec. IV, sec. II - III |            |            | Încărcați imagine | Raportați eroare |
| 33239.01.01 (Cod LMI: BN-I-m-B-01420.04)  | Situl arheologic de la Tărpiu - "Pe vale" / ansamblu anonim (Categorie: locuire civilă) (Tip: Așezare) | sat Tărpiu, comuna Dumitra           | Pe vale                             |                        |            |            | Încărcați imagine | Raportați eroare |
| 33239.01.02 (Cod LMI: BN-I-m-B-01420.01)  | Situl arheologic de la Tărpiu - "Pe vale" / ansamblu anonim (Categorie: locuire civilă) (Tip: Așezare) | sat Tărpiu, comuna Dumitra           | Pe vale                             | sec. IV                |            |            | Încărcați imagine | Raportați eroare |
| 33239.01.03 (Cod LMI: BN-I-m-B-01420.02)  | Situl arheologic de la Tărpiu - "Pe vale" / ansamblu anonim (Categorie: locuire civilă) (Tip: Așezare) | sat Tărpiu, comuna Dumitra           | Pe vale                             | sec. II - III          |            |            | Încărcați imagine | Raportați eroare |
| 33239.01.04 (Cod LMI: BN-I-m-B-01420.03)  | Situl arheologic de la Tărpiu - "Pe vale" / ansamblu anonim (Categorie: locuire civilă) (Tip: Așezare) | sat Tărpiu, comuna Dumitra           | Pe vale                             |                        |            |            | Încărcați imagine | Raportați eroare |
| 34066.01.01 (Cod LMI: BN-I-s-B-01421)     | Situl arheologic de la Tăure - "Fața stânii" / ansamblu anonim (Categorie: locuire civilă) (Tip: Așezare) | sat Tăure, comuna Nimigea            | Fața stânii                         |                        |            |            | Încărcați imagine | Raportați eroare |
| 34066.01.02 (Cod LMI: BN-I-s-B-01421)     | Situl arheologic de la Tăure - "Fața stânii" / ansamblu anonim (Categorie: locuire civilă) (Tip: Așezare) | sat Tăure, comuna Nimigea            | Fața stânii                         |                        |            |            | Încărcați imagine | Raportați eroare |
| 34066.01.03 (Cod LMI: BN-I-s-B-01421)     | Situl arheologic de la Tăure - "Fața stânii" / ansamblu anonim (Categorie: locuire civilă) (Tip: Așezare) | sat Tăure, comuna Nimigea            | Fața stânii                         |                        |            |            | Încărcați imagine | Raportați eroare |
| 34994.01 (Cod LMI: BN-I-s-B-01422)        | Situl arheologic de la Teaca (Categorie: locuire civilă) (Tip: așezare) | sat Teaca, comuna Teaca              |                                     |                        |            |            | Încărcați imagine | Raportați eroare |
| 34994.01.01 (Cod LMI: BN-I-m-B-01422.03)  | Situl arheologic de la Teaca / ansamblu anonim (Categorie: locuire civilă) (Tip: Așezare) | sat Teaca, comuna Teaca              |                                     |                        |            |            | Încărcați imagine | Raportați eroare |
| 34994.01.02 (Cod LMI: BN-I-m-B-01422.02)  | Situl arheologic de la Teaca / ansamblu anonim (Categorie: locuire civilă) (Tip: Așezare) | sat Teaca, comuna Teaca              |                                     |                        |            |            | Încărcați imagine | Raportați eroare |
| 34994.01.03 (Cod LMI: BN-I-m-B-01422.01)  | Situl arheologic de la Teaca / ansamblu anonim (Categorie: locuire civilă) (Tip: Așezare) | sat Teaca, comuna Teaca              |                                     |                        |            |            | Încărcați imagine | Raportați eroare |
| 33328.01 (Cod LMI: BN-I-s-B-01423)        | Situl arheologic de la Tonciu - "Dealul Pietros" (Categorie: locuire civilă) (Tip: așezare) | sat Tonciu, comuna Galații Bistriței | Dealul Pietros                      |                        |            |            | Încărcați imagine | Raportați eroare |
| 33328.01.01 (Cod LMI: BN-I-m-B-01423.02)  | Situl arheologic de la Tonciu - "Dealul Pietros" / ansamblu anonim (Categorie: locuire civilă) (Tip: Așezare) | sat Tonciu, comuna Galații Bistriței | Dealul Pietros                      |                        |            |            | Încărcați imagine | Raportați eroare |
| 33328.01.02 (Cod LMI: BN-I-m-B-01423.01)  | Situl arheologic de la Tonciu - "Dealul Pietros" / ansamblu anonim (Categorie: locuire civilă) (Tip: Așezare) | sat Tonciu, comuna Galații Bistriței | Dealul Pietros                      |                        |            |            | Încărcați imagine | Raportați eroare |
| 35063.01                                  | Topor eneolitic de la Telciu (Categorie: descoperire izolată) (Tip: obiect izolat) | sat Telciu, comuna Telciu            |                                     |                        |            |            | Încărcați imagine | Raportați eroare |
| 33239.02.01 (Cod LMI: BN-II-m-A-01716.01) | Ansamblul bisericii evanghelice medievale din Tărpiu / ansamblu Biserica evanghelică medievală, biserica ortodoxă "Sf. Mare mucenic Gheorghe" (Categorie: structură de cult/religioasă) (Tip: Biserică fortificată) | sat Tărpiu, comuna Dumitra           | 262-263, punct Biserica evanghelică | sec. XIV-XV            |            |            | Încărcați imagine | Raportați eroare |
| 33239.02.02 (Cod LMI: BN-II-m-A-01716.02) | Ansamblul bisericii evanghelice medievale din Tărpiu / ansamblu anonim (Categorie: structură de cult/religioasă) (Tip: Turn clopotniță)                                                                             | sat Tărpiu, comuna Dumitra           | 262-263, punct Biserica evanghelică | sec. XVI               |            |            | Încărcați imagine | Raportați eroare |
| 34994.02.01                               | Biserica evanghelică din Teaca / ansamblu anonim (Categorie: structură de cult/religioasă) (Tip: Biserică) | sat Teaca, comuna Teaca              | 345, punct Biserica evanghelică     | sec. XIV               |            |            | Încărcați imagine | Raportați eroare |
| 34994.02.02                               | Biserica evanghelică din Teaca / ansamblu anonim (Categorie: structură de cult/religioasă) (Tip: Cimitir) | sat Teaca, comuna Teaca              | 345, punct Biserica evanghelică     | sec. XVI - XVIII       |            |            | Încărcați imagine | Raportați eroare |